# Южноамерианское турне сборной Ирландии по регби 1952 года
Южноамерианское турне сборной Ирландии по регби 1952 года (англ. 1952 Ireland rugby union tour of South America) — второе в истории сборной Ирландии заграничное турне и первое в XX веке. Матчи прошли в августе—сентябре 1952 года в Сантьяго и Буэнос-Айресе. Ирландцы сыграли с различными аргентинскими клубами, второй и первой сборной Аргентины, а также со сборной всех звёзд Чили.

## История
Первое заграничное турне ирландской сборной состоялось в 1899 году, когда «зелёные» посетили Канаду и провели там 11 матчей против местных команд, тестовых же встреч сыграно не было. В последующие 50 лет по различным причинам сборная Ирландии Европу не покидала и следующее турне предприняла лишь в 1952 году. Местом назначения стали Чили и Аргентина, а «зелёные» — первой сборной Домашних наций, отправившейся в турне по Южной Америке, и второй среди всех национальных сборных (первой в 1949 году стала сборная Франции).
Ирландцы отплыли из Дублина 20 июля 1952 года, а спустя 6 дней после этого умерла первая леди Аргентины Эва Перон, что поставило турне под угрозу срыва. В начале августа «зелёные» прибыли в Сантьяго, где сыграли свой единственный матч в Чили — против сборной лучших местных игроков. После этого сборная Ирландии отправилась в Аргентину, где провела ещё 8 игр, две из которых против «пум». Первая встреча закончилась вничью 3:3, что рассматривалось как успех для местного регби. Оба тестовых матча не пошли регбистам в зачёт выступлений за команду.

## Состав
| Имя            | Клуб                              |                |                                   |
| -------------- | --------------------------------- | -------------- | --------------------------------- |
| Робин Грегг    | «Университет Квинс в Белфасте»    | Д. Кроули      | «Корк Конститьюшн»                |
| Мик Лейн       | «Университетский колледж Корка»   | Джон Смит      | «Колледжианс»                     |
| Ричард Чемберс | «Инстонианс»                      | Патрик Лоулор  | «Клонтарф»                        |
| Джон Нотли     | «Уондерерс»                       | Арчи О’Лири    | «Корк Конститьюшн»                |
| Майкл Хиллари  | «Университетский колледж Дублина» | Патрик Кавана  | «Университетский колледж Дублина» |
| Дж. Хорган     | «Университетский колледж Корка»   | Джим Маккарти  | «Долфин»                          |
| Уильям Хьюитт  | «Инстонианс»                      | Майкл Дэрган   | «Олд Бельведер»                   |
| Джон О’Меара   | «Университетский колледж Корка»   | Фаззи Андерсон | «Университет Квинс в Белфасте»    |
| М. Бёртисл     | «Олд Бельведер»                   | П. Трейнор     | «Клонтарф»                        |
| Дес О’Брайен   | «Кардифф»                         | Джеймс Кавана  | «Университетский колледж Дублина» |
| У. О’Нил       | «Университетский колледж Дублина» |                |                                   |

## Матчи
Победа  Ничья  Поражение
| Соперник                       | Дата            | Место                        | О+ | О- |
| ------------------------------ | --------------- | ---------------------------- | -- | -- |
| Все звёзды Чили                | 9 августа 1952  | Сантьяго                     | 30 | 0  |
| Сборная Буэнос-Айреса          | 12 августа 1952 | «Стадион ХЭБА», Буэнос-Айрес | 12 | 6  |
| «Пукара»                       | 15 августа 1952 | «Стадион ХЭБА», Буэнос-Айрес | 6  | 11 |
| Сборная провинции Буэнос-Айрес | 17 августа 1952 | «Стадион ХЭБА», Буэнос-Айрес | 6  | 6  |
| Аргентина А                    | 21 августа 1952 | «Стадион ХЭБА», Буэнос-Айрес | 19 | 3  |
| Аргентина                      | 24 августа 1952 | «Стадион ХЭБА», Буэнос-Айрес | 3  | 3  |
| Аргентина B                    | 28 августа 1952 | «Стадион ХЭБА», Буэнос-Айрес | 13 | 3  |
| Аргентина                      | 31 августа 1952 | «Стадион ХЭБА», Буэнос-Айрес | 6  | 0  |
| «Университарио»                | 3 сентября 1952 | «Стадион ХЭБА», Буэнос-Айрес | 19 | 11 |